# Софронов, Михаил
Михаил Софронов (1729—1760) — математик, один из первых действительных членов Петербургской Академии наук из числа отечественных учёных.

## Биография
В 1748 году В. К. Тредиаковский отобрал из Новгородской духовной семинарии для обучения в столице 6 семинаристов, из которых самыми способными оказались двое — Михаил Софронов и Филипп Яремский (кроме них упоминаются: «Иван Елисеев (Братковский) и Иосиф Полидорский, дети новгородских церковников Назар Герасимов и Игнатий Терентьев». Терентьев и Герасимов стали преподавателями Академической гимназии; И. Е. Братковский, И. Д. Полидорский служили в Географическом департаменте). Михаил Софронов осенью 1750 года был отмечен в Академическом университете как лучший студент и награждён за усердие. За два года сын дьячка из деревни Устюжна Новгородской губернии стал «звездой» университета. Ещё в конце 1749 года его назначили преподавателем арифметики в Академической гимназии.
Уже в декабре 1751 года специальным распоряжением по Академии наук Михаил Софронов был допущен к преподаванию математики студентам второго курса Академического университета. В декабре того же года он написал свой первый научный труд, «Метод определения давления воды на дугу окружности», получивший высокую оценку членов Петербургской Академии. Весьма высоко отозвался о работе почётный член Петербургской Академии наук, известный математик и физик Леонард Эйлер. Некоторое время после смерти Рихмана Михаил Софронов фактически заведовал Физическим кабинетом Академии наук. Вскоре Софронов уехал в Берлин, к Эйлеру, и пробыл там с июля 1754 по май 1755 года. К моменту возвращению в Россию Михаил Софронов был уже известен как крупный математик, диссертация которого, «О спрямлении дуг эллипса», заслужила высокую оценку его учителя и принесла автору должность адъюнкта Академии по математике. Однако бюрократическая обстановка, царившая в академии, засилие ученых-иностранцев, заботившихся не столько о развитии русской науки, сколько о личном обогащении, отсутствие материальных средств отрицательно повлияли на судьбу Михаила Софронова. Сначала его не сочли возможным использовать по специальности, а затем исключили из адъюнктов Академии наук. Талантливый математик трагически погиб в тридцатилетнем возрасте: 10 февраля 1760 года он замёрз на дороге вблизи проезжего дома на Выборгской стороне.